# Lijst van beelden in Alblasserdam
Dit is een (onvolledige) lijst van beelden in Alblasserdam. Onder een beeld wordt hier verstaan elk driedimensionaal kunstwerk in de openbare ruimte van de Nederlandse gemeente Alblasserdam, waarbij beeld wordt gebruikt als verzamelbegrip voor sculpturen, standbeelden, installaties, gedenktekens en overige beeldhouwwerken. 
Niet opgenomen in onderstaande lijst zijn de 6 beelden van de Stichting Beeldenpark Drechtoevers.
| Geplaatst                    | Omschrijving                  | Kunstenaar                                       | Straat                           | Plaats/buurt | Materiaal                                                          | Afbeelding |
| ---------------------------- | ----------------------------- | ------------------------------------------------ | -------------------------------- | ------------ | ------------------------------------------------------------------ | ---------- |
| 1950 (gerestaureerd in 1980) | Oorlogsmonument (leeuw)       | H. Sutterland (zuil), Marcus Ravenswaaij (leeuw) | Dam/Polderstraat                 | Alblasserdam | Zuil: witte natuursteen, leeuw: Italiaanse crèmekleurige kalksteen |            |
| 1965                         | Kosmopoliet & Beacon          | Louk van Meurs-Mauser                            | Cortgene 2 (Gemeentehuis)        | Alblasserdam | gelaste stalen platen op betonnen sokkels                          |            |
| 1974 (herplaatst 201?)       | Wed-strijd                    | Roel Teeuwen                                     | Sportlaan                        | Alblasserdam | veertien stalen buizen in beton                                    |            |
| 1981 (geplaatst in 2004)     | De Tulp                       | Gijs van den Hoek                                | De Helling / Grote Beer          | Alblasserdam | Gelakt staal                                                       |            |
| 1981/2011                    | De Cyclus                     | Henk van Bennekum                                | Jan Smitkade                     | Alblasserdam | stalen ringen                                                      |            |
| 1982                         | Paard                         | Theo van de Vathorst                             | Kerkstraat                       | Alblasserdam | brons                                                              |            |
| 1985                         | Spelende Kinderen             | Harry Boley                                      | Rembrandtlaan                    | Alblasserdam | metalen buizen, gelakt                                             |            |
| 1986                         | De Klinkers                   | Marcus Ravenswaaij                               | Dam                              | Alblasserdam | brons (voornamelijk)                                               |            |
| 1993                         | Pony                          | Fred Tuijnman                                    | Plantageweg (dierenweide)        | Alblasserdam | brons                                                              |            |
| 1995                         | Lezende man / De krantenlezer | Fred Tuijnman                                    | Ieplaan / Wilgenplein            | Alblasserdam | brons                                                              |            |
| 1995                         | Geborgen                      | Roel Teeuwen                                     | Plantageweg                      | Alblasserdam | roestvast staal                                                    |            |
| 2000                         | De Vier Windstreken           | Marry Teeuwen-de Jong                            | Plantageweg                      | Alblasserdam | staal                                                              |            |
| 2002                         | Archivolo                     | Aad van der Kooij                                | Rapenburg 1 (Nedstaal)           | Alblasserdam | staal                                                              |            |
| 2002                         | Bronzen boomstronk            | Roel Teeuwen                                     | Kerkstraat 203 (begraafplaats)   | Alblasserdam | brons                                                              |            |
| 2005                         | Drentse schapen               | Hans Jouta                                       | De Drentsehof                    | Alblasserdam | brons                                                              |            |
| 2006                         | Zo hoog (vrouwenfiguur)       | Frans van Straaten                               | Eesterensingel / Plantageweg     | Alblasserdam | brons                                                              |            |
| 2006                         | Wiggen                        | Marry Teeuwen-de Jong                            | Maasstraat                       | Alblasserdam | cortenstaal                                                        |            |
| 2008                         | Symbolen Leven en Dood        | Peter Verlaan                                    | Kerkstraat 203 (begraafplaats)   | Alblasserdam | beukenhout                                                         |            |
| 2008                         | Bronzen schaal                | Loek Hambeukers                                  | Scheepmakersstr./ Blokweersingel | Alblasserdam | brons                                                              |            |
| 2010                         | Gedeelde vierkanten           | Marry Teeuwen-de Jong                            | Scheldeplein                     | Alblasserdam | gelakt staal                                                       |            |
| 2011                         | Ecce Homo                     | Linda Verkaaik                                   | Dam                              | Alblasserdam | staal, brons en beton                                              |            |
|                              | Schildpad                     |                                                  | Plantageweg (dierenweide)        | Alblasserdam | zandsteen                                                          |            |